# Corigliano Calabro
Corigliano Calabro è una frazione di 40 478 abitanti  di Corigliano-Rossano nella provincia di Cosenza.
La località di Cantinella fa parte della minoranza albanese d'Italia, che mantiene viva la lingua e il rito bizantino.

## Origini del nome
Il toponimo Corigliano deriva dal latino Corellianum con il significato di "podere di Corellio". L'origine di questo toponimo è infatti dal latino Coreliānum, antroponimo prediale che deriva dal nome di Corelius Rufus poiché le sue terre erano di un antico proprietario di nome Corelius.  

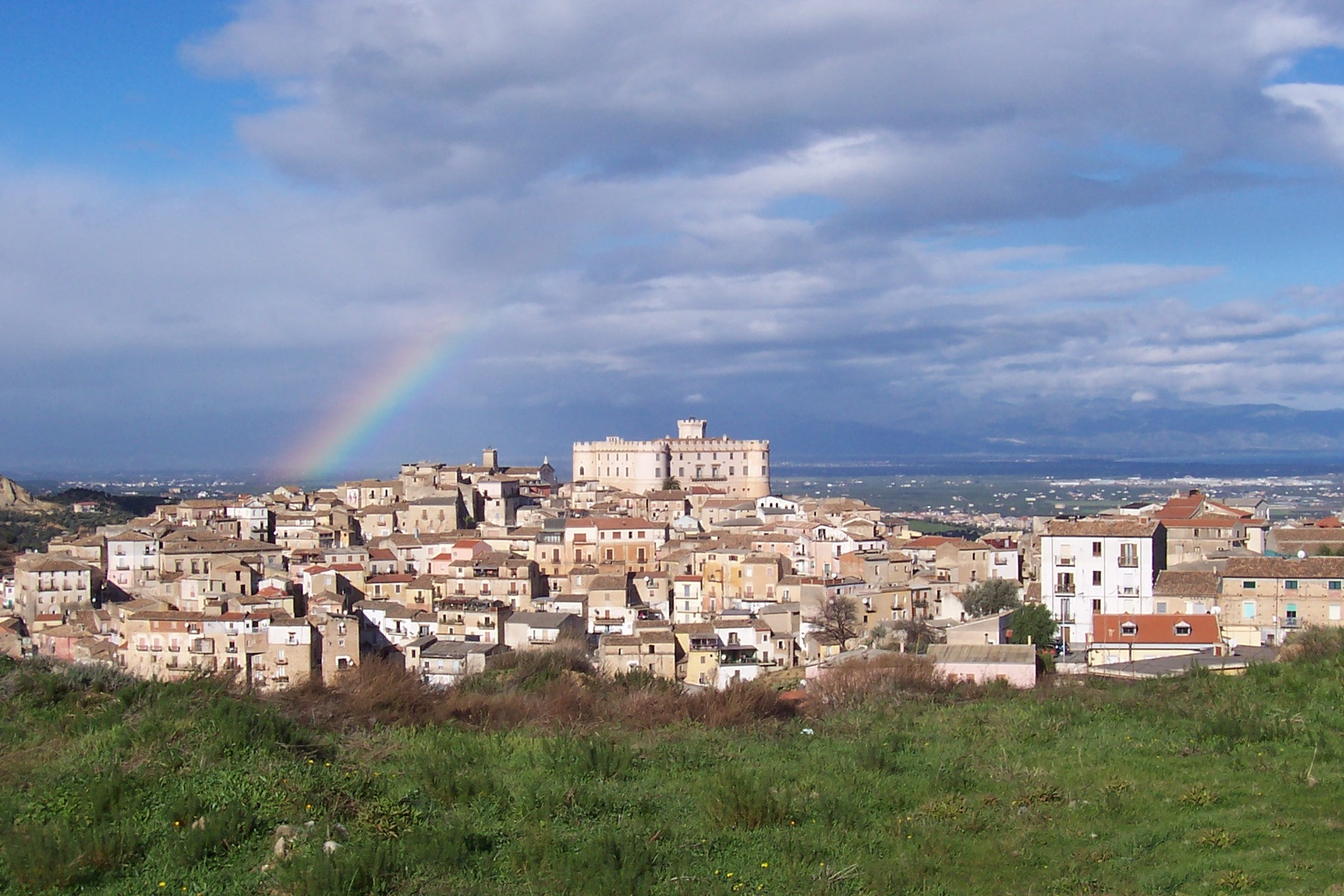
Un altro panorama del centro storico

## Storia
La questione relativa alle origini di Corigliano ha da sempre suscitato vivaci dibattiti. I termini della discussione, recentemente sintetizzati, hanno messo in evidenza quattro ipotesi relative all’accrescimento, avvenuto tra Età antica e Alto medioevo, della realtà urbana coriglianese. Di certo il suo territorio, prima che vi nascesse un borgo urbano, era abitato dagli Ausoni dai quali avrebbe preso il nome “Ausonia” che compare sul gonfalone civico. Nel quadro storico legato alla presenza dell'arcaica città di Sybaris (VIII-VII secolo a.C.) nel suo territorio si osserva una forte grecizzazione del territorio circostante. Con il declino della Magna Grecia le popolazioni si dispersero e si rifugiarono sulle colline circostanti a causa non solo dei conflitti ma anche all'impaludamento della pianura che la rese inabitabile. Molte delle terre della pianura erano state infatti abbandonate ed erano divenute paludose, provocando un'accentuazione della malaria. Queste terre successivamente divennero parte dell'Impero Romano (la Regio III Lucania et Brutium) che fuorono assegnate, dietro pagamento, a militi dell'esercito romano tra i quali, appunto, tale Corelius Rufus originario di Este (si veda Luigi De luca, Corigliano Medievale, dalle origini alla fine del XII secolo, con una nuova lettura della "carta rossanese", Cosenza, 1985; Luigi Petrone, Viaggio nel dialetto coriglianese, Lucca 2022). 
Il documento più antico sull'origine di Corigliano è la cosiddetta "Carta rossanese" della quale si sono occupati gli studiosi locali Giovanni Sapia e Luigi De luca.  Il vasto latifondo coriglianese fu per secoli dominio di due importanti istituzioni, il monastero di Santa Maria del Patir e i feudatari.
I primi feudatari di Corigliano furono militi normanni. A questi seguirono quali feudatari di Corigliano verso la fine del Duecento i Sangineto. Ruggero Sangineto nel 1299 divenne il primo conte della Contea di Corigliano. Tra il XIV e la prima metà del XV secolo l’egemonia della famiglia Sangineto venne pian piano spodestata dai Sanseverino, i quali erano stati insigniti del titolo di “Principe di Bisignano”.
Dalla fine del Quattrocento iniziò un periodo di grande crescita urbana. Dopo la congiura di Capaccio (1478) capeggiata dai Sanseverino, Corigliano divenne città regia sotto il diretto dominio della corona di Napoli. I feudatari furono spodestati e Corigliano divenne città aragonese. Viene ricostruito di sana pianta il castello aragonese e il borgo racchiuso da cinta muraria. Nel 1532 il numero degli abitanti crebbe quasi a 4.000 e nel 1538 la città riuscì a respingere l'attacco del pirata saraceno Barbarossa.
I Sanseverino, reintegrati successivamente dalla corona di Spagna, ebbero il dominio su Corigliano fino alla morte dell'ultimo Sanseverino, con Niccolò Bernardino. Nel 1616, per assolvere i debiti lasciati dal Sanseverino, il governo del regno dispose la vendita dei loro beni feudali e tra questi Corigliano, che fu acquistato dai fratelli genovesi Agostino e Giovan Filippo Saluzzo, ricchi finanzieri impegnati in attività economiche del Regno di Napoli. Dopo alcuni passaggi ereditari la signoria si consolidò progressivamente nelle mani di Giacomo Saluzzo, presidente della "Regia Camera della Sommaria", che dispose del feudo in favore del figlio Agostino. Questi, dopo aver sostenuto un lungo assedio nel Castello e aver respinto le forze repubblicane del duca di Guisa (1647-48), ottenne l'8 maggio del 1649 il titolo di duca di Corigliano da parte di Filippo IV di Spagna.
Durante il XVII secolo i Saluzzo dovettero fronteggiare una progressiva decadenza economica delle loro terre. A questa si aggiunse una tremenda epidemia di peste nel 1656.
Nel XVIII secolo si ebbe un miglioramento delle condizioni, grazie alle opere di bonifica intraprese dai duchi e alla produzione della liquirizia. Gli abitanti raggiunsero la cifra di 6.800 nel 1743 e la città si sviluppò con nuovi quartieri fuori della mura ("Gradoni Sant'Antonio" e “San Francesco”).
I Saluzzo, a causa di forti debiti contratti negli anni, furono costretti ad alienare il loro feudo coriglianese nel 1828 al barone Giuseppe Compagna (1780-1834), che abilmente ricompose nelle mani proprie e dei suoi eredi Luigi (1823-1872) e Francesco (1848-1925), il potere economico che era stato dei duchi.
Tra il 1814 e il 1951 gli abitanti passarono da poco più di 8.000 a circa 21.000: lo sviluppo si deve alla riforma agraria e alla bonifica della pianura, dove vennero impiantati vasti agrumeti. Crebbero considerevolmente le varie frazioni, alcune delle quali si svilupparono come località turistiche (Piano Caruso).
Nel 1863 Corigliano prese la denominazione di "Corigliano Calabro" per evitare la confusione con Corigliano d'Otranto. 
Il 22 ottobre 2017, tramite referendum, ha avuto inizio il processo di fusione con il vicino comune di Rossano, che è culminato il 31 marzo 2018 nell'istituzione del nuovo comune di Corigliano-Rossano.

### Simboli
Lo stemma è costituito da un calice contenente un cuore, in campo azzurro, con la scritta Cor Bonum, contornato da due cornucopie e sormontato da una corona, con la scritta Auxonia Civitas Coriolanensium sull'azzurro.

## Monumenti e luoghi d'interesse

### Architetture religiose
Il centro storico coriglianese vanta oltre 16 chiese che conservano al loro interno archivi, reperti, dipinti e sculture di vario tipo. Tra queste, le più rilevanti sono:
- Chiesa del Carmine, dedicata alla Santissima Annunziata, fu consacrata nel 1493 presso il convento dei Carmelitani. Presenta affreschi cinquecenteschi sulla facciata. L'interno a tre navate conserva sulla volta della navata centrale tre affreschi di Domenico Oranges del 1744.
- Chiesa di Sant'Antonio, costruita con l'annesso convento francescano nella prima metà del XV secolo e trasformata nel 1740, presenta una cupola rivestita di maioliche gialle e azzurre e una porta in bronzo dello scultore Carmine Cianci (1982). Dal 1861 il convento è sede del collegio-ginnasio e la chiesa, con la denominazione di "San Luca in Sant'Antonio" divenne parrocchia nel 1949. L'interno con pianta a croce latina conserva dipinti di Leonardo Antonio Olivieri (Immacolata ed Estasi di Sant'Antonio) e un affresco sulla volta di Severino Ferrari (San Francesco ha la visione del Crocifisso, del 1740). Nella "sacrestia vecchia si conserva il "mausoleo di Barnaba Abenante" del 1522.
- Chiesa collegiata di San Pietro, di fondazione precedente al XIII secolo, conserva dipinti settecenteschi. Altre opere d'arte sono attualmente nel Museo diocesano di arte sacra di Rossano, tra le quali la preziosa doppia "icona della Odigitria", di fattura candiota, del XV secolo, un tempo venerata nell'abbazia bizantina di Santa Maria del Patir, offerta dall'abate Atanasio Calceopulo, e trasferita, con altri importanti cimeli del cenobio, nella chiesa coriglianese dal padre basiliano Valentino Marchese, dopo la soppressione dell'abbazia nel 1809. Sotto la giurisdizione della parrocchia dei SS. Pietro e Paolo ricadono la chiesa di Ognissanti, quella di Santa Chiara, e quella di Sant'Agostino, ubicata nel Castello, a cui si aggiunge la cappella dell'Addolorata, affidata alla "Congrega di Maria Santissima dei Sette Dolori".
- Chiesa della Riforma, consacrata nel 1686 a Santa Maria di Costantinopoli, aveva annesso un convento dei padri riformati. L'interno presenta un'unica navata con quattro cappelle a destra. Conserva un Crocifisso seicentesco attribuito a frate Umile Pintorno da Petralia. Nella sacrestia si conserva il dipinto della Madonna di Costantinopoli di Luigi Medolla.
- Chiesa di Santa Chiara o "delle Monachelle" edificata tra il 1757 e il 1762 su una piccola chiesa precedente, inglobata come parlatorio nell'attiguo convento delle clarisse (dal 1919 sede della scuola elementare). L'interno con unica navata conserva una tela di Nicola Domenico Menzele del 1762 (San Michele Arcangelo) e un organo del 1735. Sulla volta della navata un dipinto di Pietro Costantini con Santa Chiara e suore di clausura che difendono il Santissimo (1762).
- Chiesa matrice di Santa Maria Maggiore, risalente al X secolo, aveva in precedenza il nome di Santa Maria Assunta della Platea. Venne ricostruita nel 1329 dal conte Ruggero Sangineto e restaurata nelle forme attuali nel 1744 a cura dell'arciprete Francesco Maria Malavolti. L'interno ad una sola navata conserva una tela seicentesca attribuita al pittore Cesare Fracanzano (Sant'Agata in carcere), un ciclo pittorico settecentesco del pittore Pietro Costantini da Serra San Bruno e un grande organo del 1757. Il coro in legno intagliato nell'ultimo quarto del Settecento si deve all'ebanista Agostino Fusco di Morano Calabro, mentre nella sacrestia, con arredi lignei intagliati e dorati, è conservato uno dei più ricchi e antichi archivi ecclesiastici della città. Il campanile è stato utilizzato anche come torre civica[9].

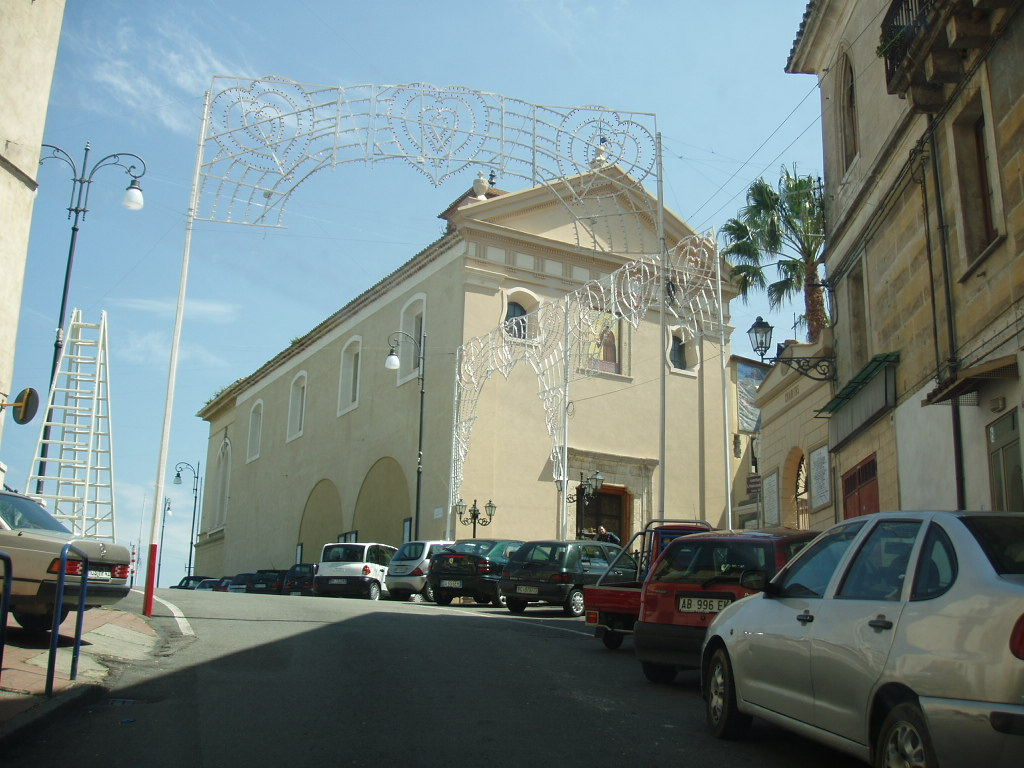
Chiesa di S.Francesco di Paola

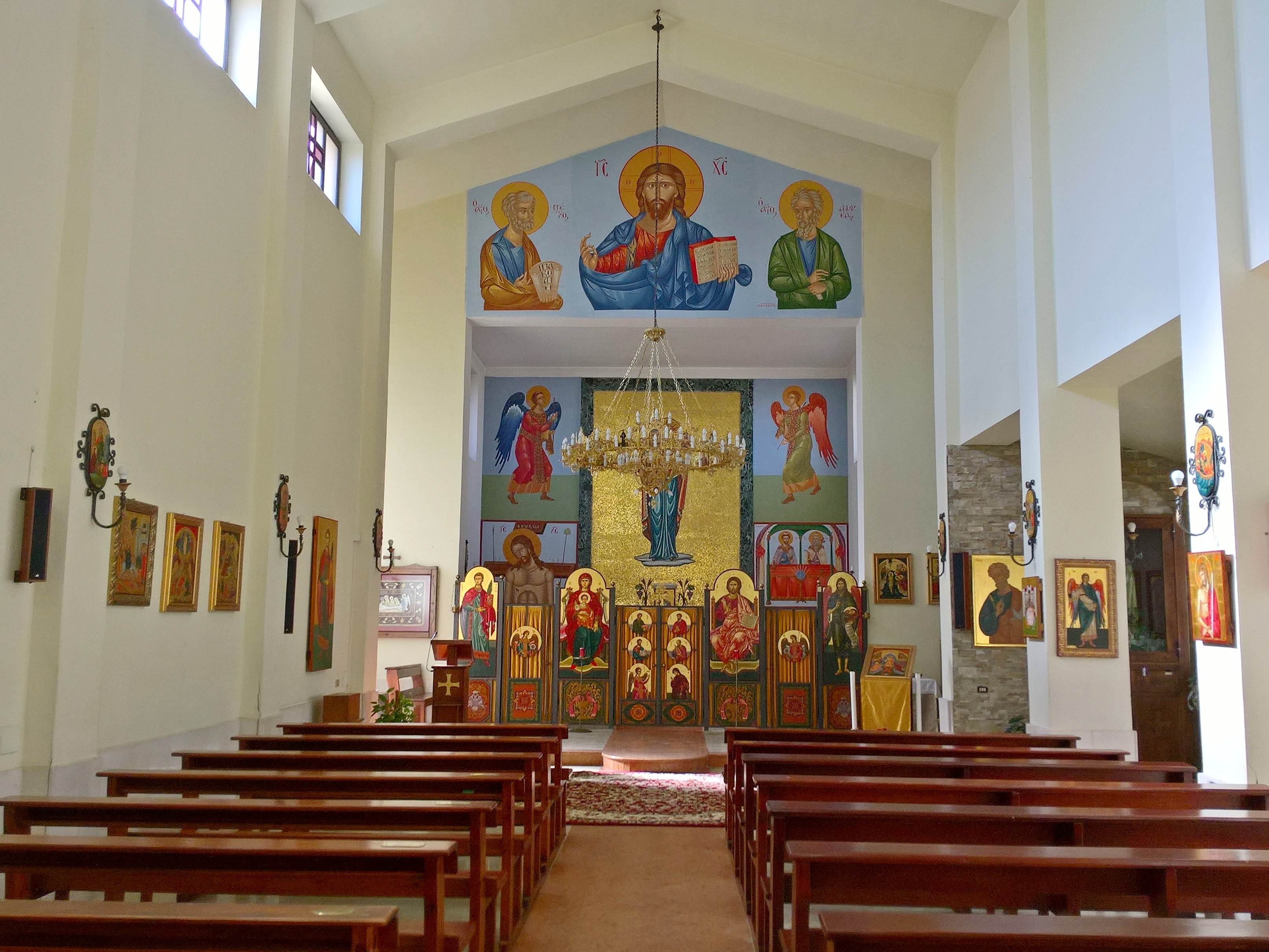
Chiesa San Mauro, parrocchia arbëreshe

- Chiesa di San Francesco di Paola, costruita nel XVI secolo presso l'omonimo convento. L'interno a navata unica conserva un pregevole coro ligneo del 1776 (di Pasquale Pelusio) e sulla parete di fondo del presbiterio un dipinto di Felice Vitale da Maratea, con il Trionfo del nome di Gesù (forse 1584) e al di sopra di quest'ultimo una Santissima Trinità attribuita a Pietro Negroni. Nei pressi l'ex chiesa di San Giacomo è preceduta da una statua del santo, innalzata nel 1779 per ringraziamento della sua protezione durante il terremoto del 1767.
- Romitorio di San Francesco, piccola chiesa costruita a ricordo della permanenza di San Francesco di Paola in una capanna durante la sua visita a Corigliano nel 1476-1478. Conserva affreschi seicenteschi.
- Chiesa di Sant'Anna o di Santa Maria di Loreto, fondata nel 1582 presso l'annesso convento dei Cappuccini. Conserva sull'altar maggiore un polittico di Ippolito Borghese del 1607 (Crocifissione, San Ludovico da Tolosa, e San Bonaventura), a cui si deve anche sulla parete destra la tela con la Madonna in gloria. In questa chiesa è sepolta Giulia Orsini, principessa di Bisignano. Il convento venne soppresso nel 1811 e, dopo la riapertura nel 1822, nuovamente nel 1867; ebbe quindi vari utilizzi fino alla trasformazione in ospedale nel 1929.
- La parrocchia di San Mauro dipende dalla Eparchia di Lungro e vi si celebra con il rito greco-bizantino per la comunità italo-albanese.

### Architetture militari

#### Il castello ducale
La Torre Mastio coincide con il primitivo nucleo risalente al 1073. La torretta ottagonale è seicentesca.
Alla metà XIV secolo fu trasformato come residenza nobiliare dal conte di Corigliano Roberto Sanseverino.
Fu confiscato alla fine del XV secolo per un breve periodo dagli Aragonesi e furono edificate nuove opere di fortificazione.
Ammodernamenti alla residenza furono ancora eseguiti dai Sanseverino e soprattutto dai Saluzzo, a partire dalla prima metà del XVII secolo, con la costruzione di una torretta ottagonale sopra il mastio del castello, della cappella di Sant'Agostino e delle rampe di accesso dal cortile interno, e con la nuova decorazione degli ambienti interni.
Dopo la vendita a Giuseppe Compagna nel 1828 il figlio Luigi fece costruire una quarta ala inglobando la cappella di Sant'Agostino e un secondo piano di ambienti. Il fossato sul lato nord venne ceduto al Comune che vi costruì sopra la via Tricarico e furono demolite anche le scuderie. Anche gli altri lati del fossato vennero colmati per allestirvi un giardino.
Il castello fu venduto nel 1971 all'arcivescovato di Rossano e da questo al Comune di Corigliano nel 1979.

#### Castello di San Mauro

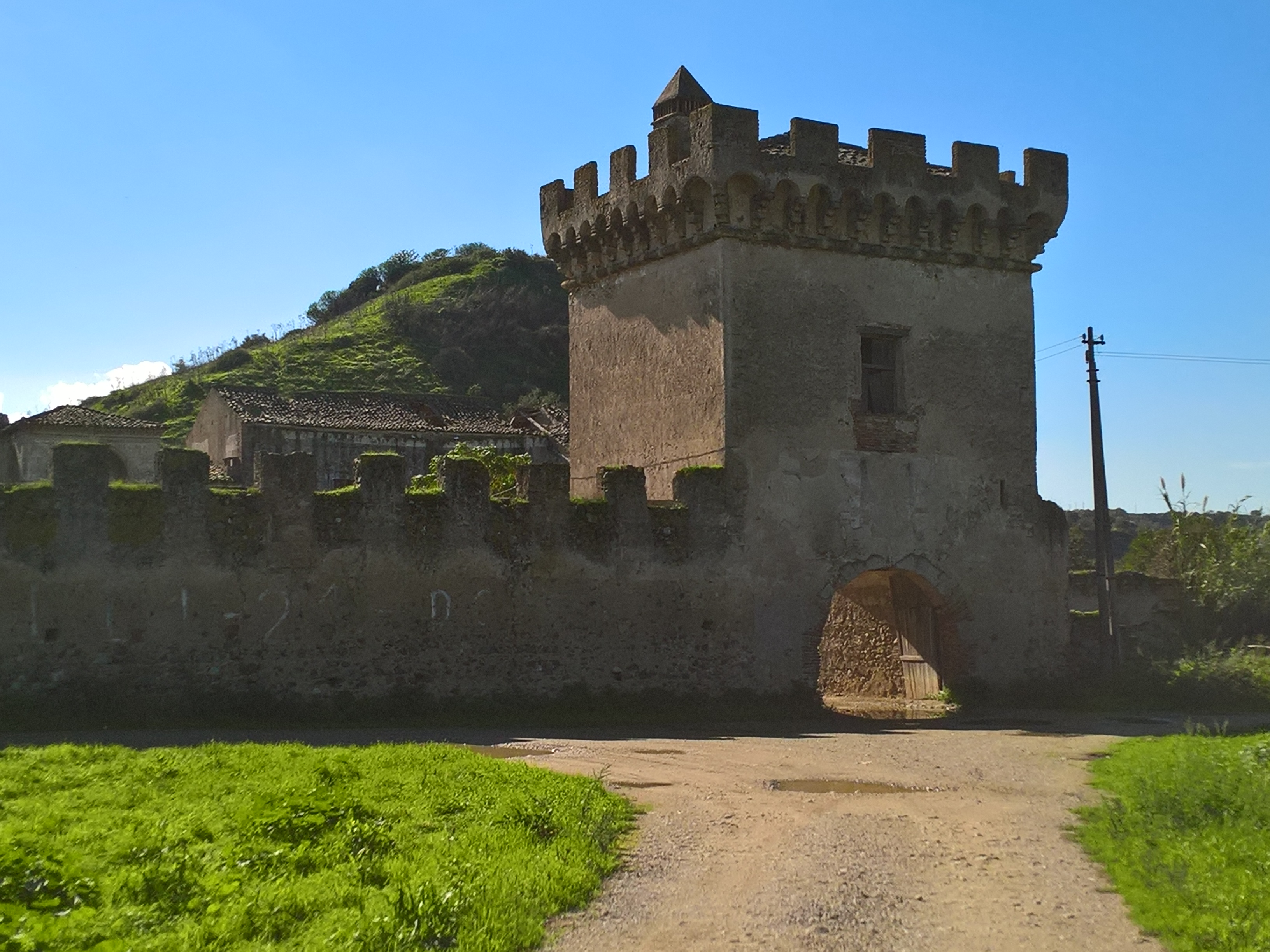
Castello di San Mauro

Edificato nel 1515 sulle rovine di un preesistente monastero di origine medievale ad opera di Bernardino Sanseverino, principe di Bisignano e conte di Corigliano dal 1495 al 1517.
Situato ai margini di una delle pianure più fertili del territorio, divenne presto un importante centro di raccolta e di smistamento per i prodotti agricoli dell'intera zona.
Fu abbellito per ospitare, dal 9 al 12 novembre del 1535, Carlo V reduce dalla campagna di Tunisi. Nel 1616 i Saluzzo comprarono il feudo di Corigliano e San Mauro e quest'ultimo divenne la loro meta preferita per le stagioni invernali e primaverili. Con i Compagna, subentrati ai Saluzzo nel 1822, per San Mauro cominciò una lenta decadenza.
San Mauro è attualmente di proprietà privata e circondato da agrumeti.

### Altro
- Porta di Prando (anche Brandi o Librandi), unico esempio parzialmente integro di porta civica praticata nella cinta fortificata che cingeva il paese. Su di essa fu edificato nel cinquecento il Palazzo Leonardis, poi Morgia e infine posseduto dai Malavolta.
- Ponte Canale, edificato nel 1480 per l'acquedotto, costituito da due serie di arcate (la terza serie scomparve nel sottosuolo durante lo sviluppo urbano) di mattoni sovrapposte. Secondo la tradizione fu costruito per impulso di san Francesco di Paola.

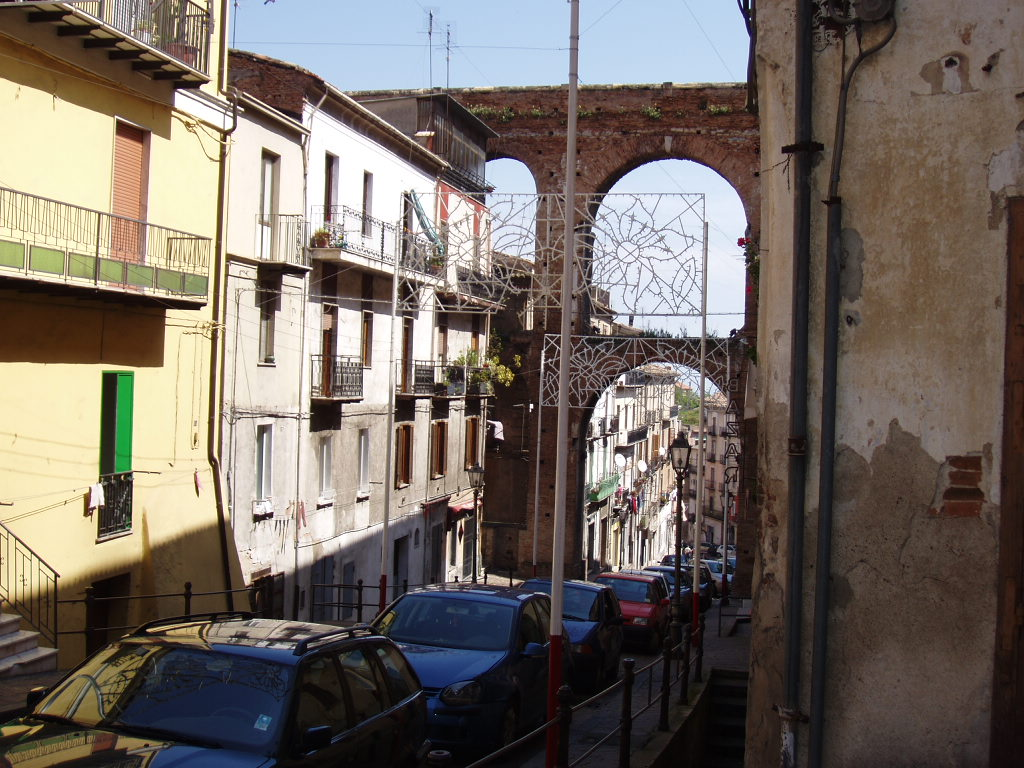
Parte del ponte Canale

## Società

### Evoluzione demografica
Abitanti censiti

Dal 2005 al 2011, la popolazione è cresciuta del 4,6 % (+1782 individui) mentre, al contrario, le popolazioni dell'intera provincia e della regione rimangono pressoché invariate (+0,04% per la provincia di Cosenza e +0,01% per la regione Calabria).
Piuttosto significativo anche il dato sul numero degli stranieri residenti che, dal 2005 al 2011, si è praticamente quadruplicato passando da 560 a 2.245 unità (+1.685 individui). Tale dato, pur sottostimando la reale portata della popolazione straniera presente nel territorio, rappresenta comunque un buon “termometro” della situazione. Di fatto, la percentuale di stranieri residenti nella frazione di Corigliano Calabro, che attualmente è pari al 5,5% di tutta la popolazione residente, risulta essere la più alta tra quelle registrate nei comuni della provincia di Cosenza superiori ai 15.000 abitanti. Anche a Corigliano Calabro, come nel resto dell'Italia, il fenomeno dell'aumento dei cittadini stranieri è stato principalmente correlato all'entrata di Romania e Bulgaria nell'Unione Europea dal primo gennaio 2007. Questi due paesi, hanno potuto usufruire, fin dal momento del loro ingresso nell'Unione, delle nuove norme sulla libera circolazione e soggiorno applicate in Italia dall'aprile 2007. Il maggior incremento della popolazione straniera infatti è avvenuto tra il 2007 e il 2008 in cui la popolazione è passata rispettivamente da 686 a 1344 individui per poi crescere costantemente di anno in anno. A ciò, si lega il dato sulla nazionalità degli stranieri residenti con il prevalere di quella rumena (di tale nazionalità sono infatti il 41,9% dei cittadini stranieri residenti) seguita da quella ucraina (12,3%), polacca (9,7%), bulgara (9,3%) e marocchina (6,9%).
Le dinamiche che hanno contribuito alla variazione numerica della popolazione sono legate, oltre che al flusso migratorio dei cittadini stranieri, anche al saldo naturale (differenza tra il numero di iscritti per nascita e il numero di cancellati per decesso) ed al saldo migratorio interno (differenza tra il numero di iscritti da altri comuni italiani e il numero di cancellati per altri comuni italiani). Il saldo naturale, ad esempio, è risultato costantemente in attivo negli ultimi dieci anni (circa +200) per effetto di una natalità superiore alla mortalità. Questo, che di primo acchito può sembrare un dato scontato, di fatto non lo è. Basti pensare che in Italia, così come nell'intera regione Calabria (e in media nel resto della provincia di Cosenza), il saldo naturale è risultato negativo negli ultimi cinque anni per effetto, essenzialmente, della riduzione del tasso di natalità, evento questo interdipendente con il progressivo invecchiamento della popolazione. La popolazione Coriglianese, rispetto alla media provinciale e regionale, è più giovane e con una maggiore rappresentatività della classe di età 0-14 anni e di quella in età attiva sotto il profilo lavorativo (convenzionalmente considerata tra i 15 e i 64 anni) e con una più bassa percentuale di anziani.

## Geografia antropica

### Frazioni
Schiavonea è sorta come borgo di pescatori e approdo ("Marina del Cupo") utilizzato per il commercio dei prodotti agricoli (in particolare granaglie e oli). Prima del 1583 era stata eretta la "Torre del Cupo" in funzione anticorsara e un magazzino ("Taverna") di proprietà prima dei Sanseverino e poi dei Saluzzo. Nel 1615 gli abitanti eressero la piccola chiesa di San Leonardo.

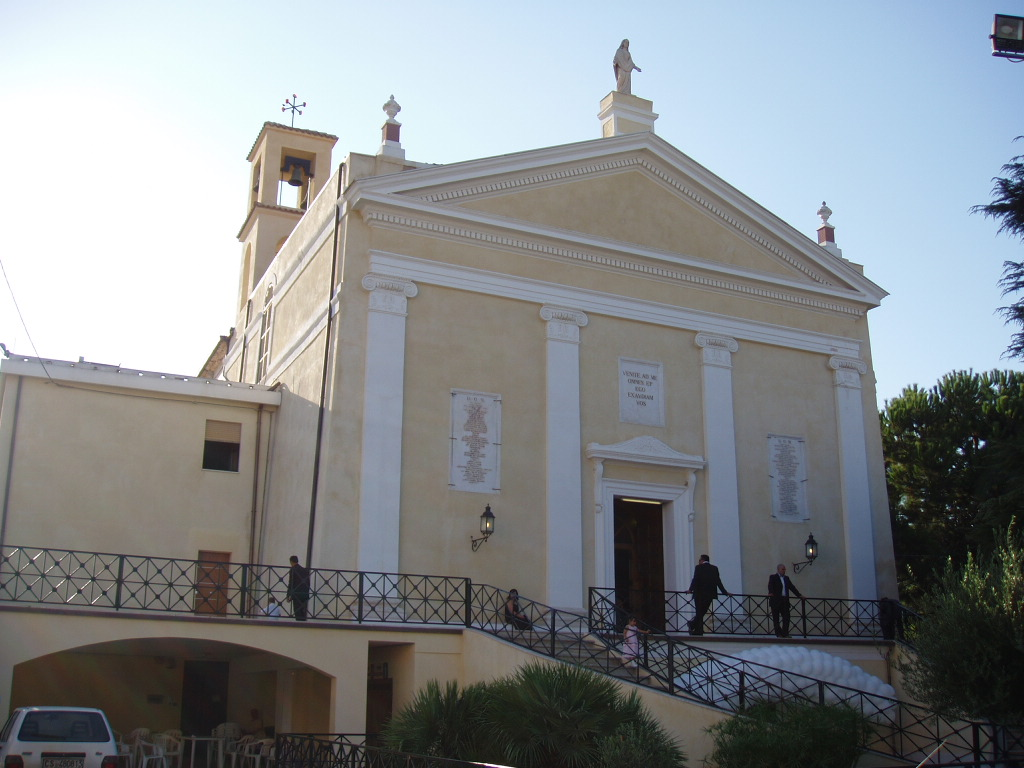
Santuario S.Maria ad Nives o della schiavonea

Nel 1648 in seguito ad un'apparizione miracolosa iniziò l'erezione del santuario della Madonna della Schiavonea o "Madonna della Guida" (o "Madonna nera", per il colore scuro del viso), al posto della chiesetta precedente, che venne consacrato nel 1665. Nel 1850 Luigi Compagna vi fece erigere su progetto dell'ingegner Francesco Bartholini di Cosenza, il Palazzo delle Fiere nel quale si svolgeva la Fiera del Primo maggio, che oggi invece si svolge sul lungomare la prima domenica di maggio.
Nella seconda metà del XIX secolo si costruirono le case in muratura. Dopo i lavori per il porto di Corigliano, iniziati nel 1968 si ebbe un'intensa crescita edilizia negli anni settanta.
Patrona della frazione è la Madonna della Neve, che si celebra il 5 agosto. In questa occasione alcune barche di pescatori partono al tramonto dal porto di Corigliano e costeggiano la riva fino a località Fabrizio, trasportando su una di esse la statua della Madonna.

## Economia

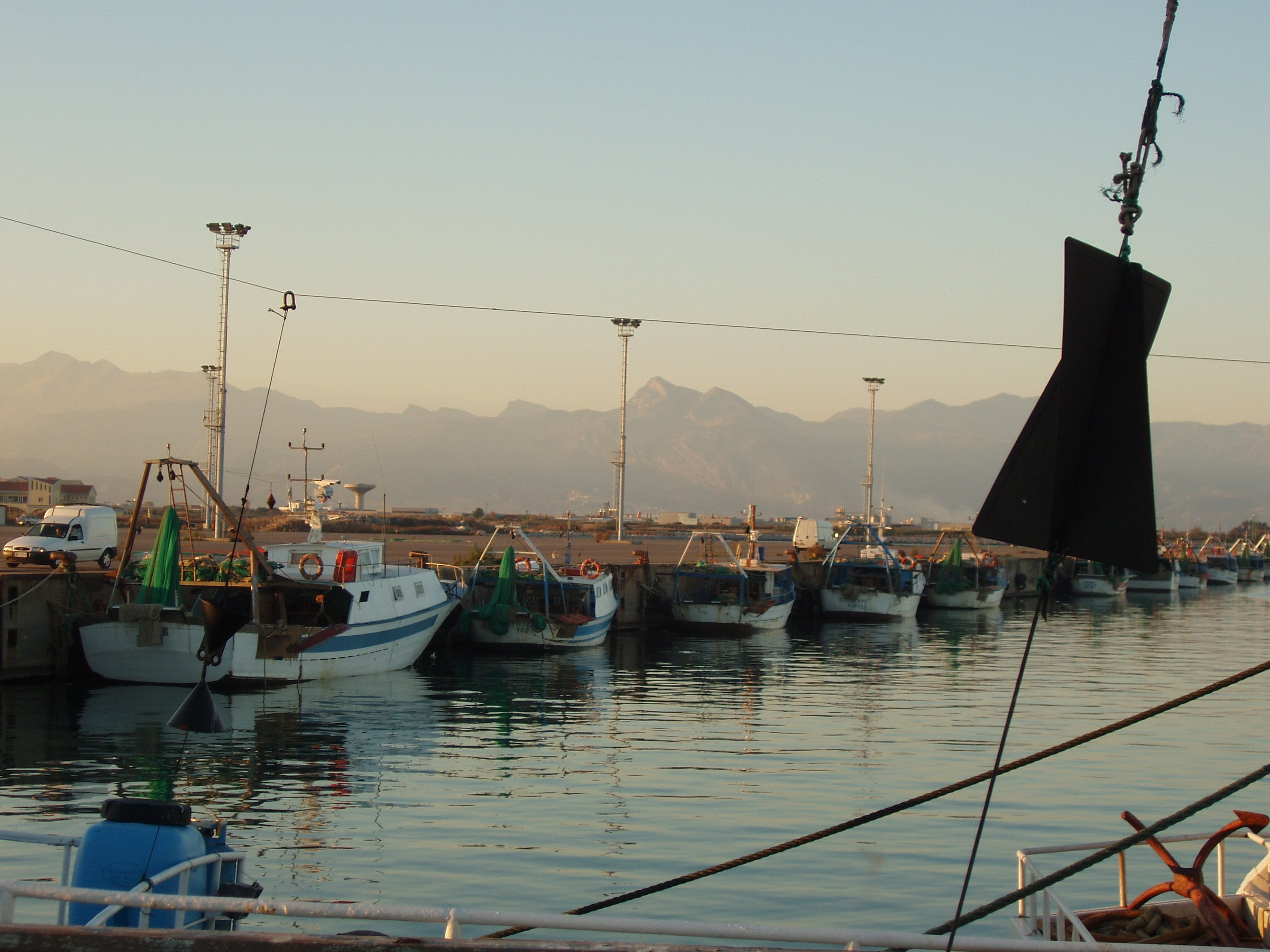
Scorcio del porto

Sul mare Jonio, centro vitale e commerciale, produzioni agricole: arance, clementine, olive, olio, e la produzione di latticini.
Delle clementine, Corigliano, assieme agli altri comuni della Piana di Sibari, rappresenta quasi la metà (esattamente il 47%, ultimo dato disponibile) dell’intera produzione nazionale.
La pesca è un altro aspetto molto importante dell'economia di Corigliano Calabro con l'importante porto peschereccio nella frazione Schiavonea e la sua flotta peschereccia tra le maggiori del meridione; così come un forte volano per l'economia e lo sviluppo è dato dal turismo, con la naturale posizione strategica di Corigliano che, affacciata sul mare, è a pochi chilometri dai boschi della Sila e da Massiccio del Pollino, nell'omonimo parco.

## Infrastrutture e trasporti
La principale arteria stradale che attraversa la frazione è la strada statale 106 Jonica, che ricalca il percorso della costa a circa un paio di chilometri nell'entroterra.

## Amministrazione
| Periodo          | Periodo          | Primo cittadino          | Partito                         | Carica                    | Note   |
| ---------------- | ---------------- | ------------------------ | ------------------------------- | ------------------------- | ------ |
| 21 novembre 1993 | 16 novembre 1997 | Giuseppe Geraci          | lista civica Indipendente       | sindaco                   |        |
| 16 novembre 1997 | 13 maggio 2001   | Giuseppe Geraci          | lista civica di centro-destra   | sindaco                   |        |
| 13 maggio 2001   | 29 maggio 2006   | Giovanni Battista Genova | Democratici di Sinistra         | sindaco                   |        |
| 29 maggio 2006   | 7 giugno 2009    | Armando De Rosis         | lista civica di centro-sinistra | sindaco                   |        |
| 7 giugno 2009    | 9 giugno 2011    | Pasqualina Straface      | lista civica di centro-destra   | sindaco                   |        |
| 9 giugno 2011    | 27 maggio 2013   |                          |                                 | commissario straordinario | [ 14 ] |
| 27 maggio 2013   | 31 marzo 2018    | Giuseppe Geraci          | lista civica                    | sindaco                   |        |

## Sport
Nel comune hanno sede le seguenti società di calcio: A.S.D. Corigliano, A.S.D. Marina di Schiavonea 1960, A.S.D. Atletico Corigliano.
Per quanto riguarda il calcio a 5, in città ha sede l'FC5 Corigliano Futsal.
Dal 2008 la squadra di pallavolo cittadina è il Corigliano Volley. In precedenza era il Volley Corigliano, società attiva dal 1993 al 2008.